# Potamites montanicola
Potamites montanicola là một loài thằn lằn trong họ Gymnophthalmidae. Loài này được Chávez & Vásquez mô tả khoa học đầu tiên năm 2012.

## Hình ảnh

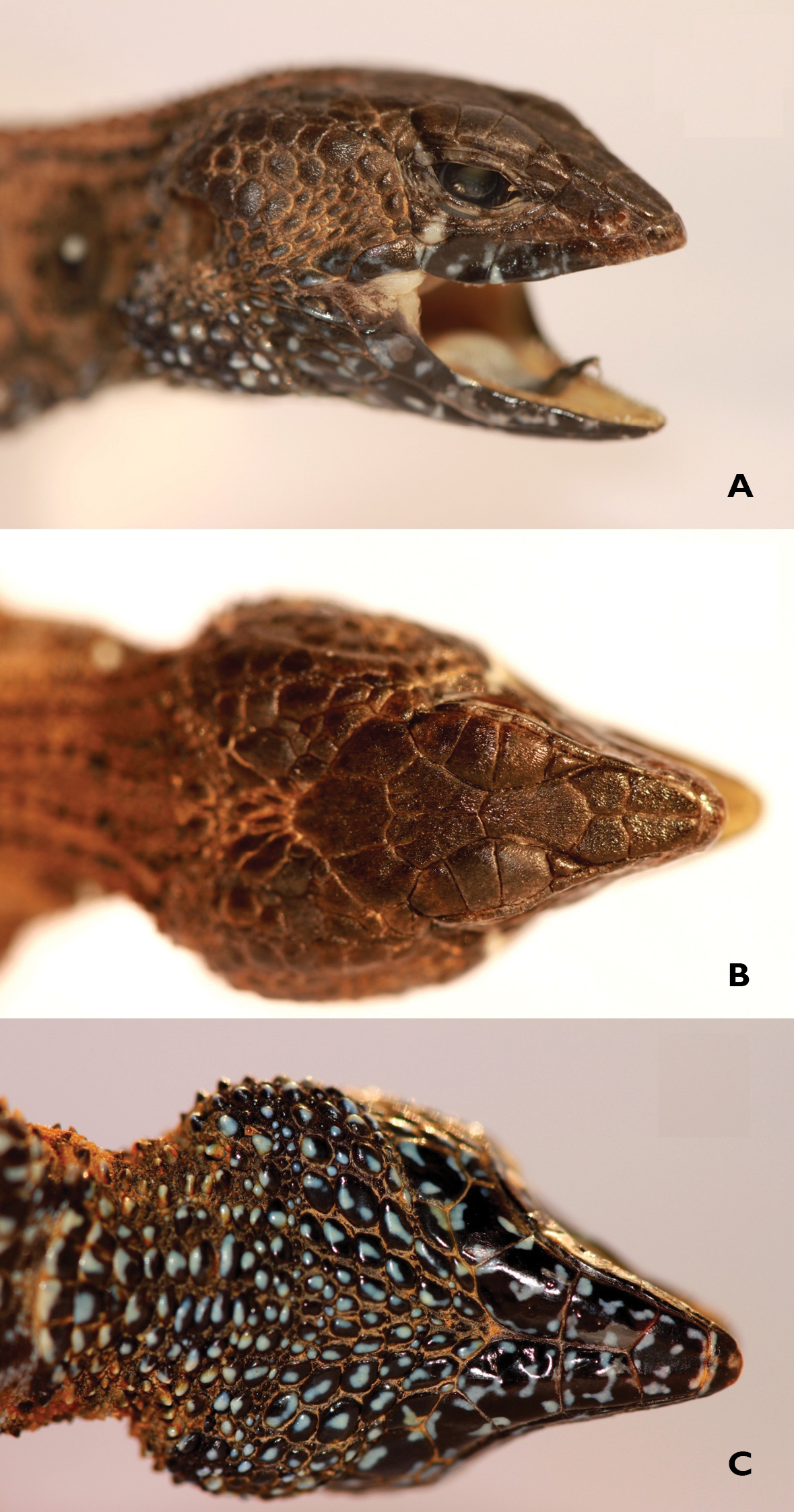
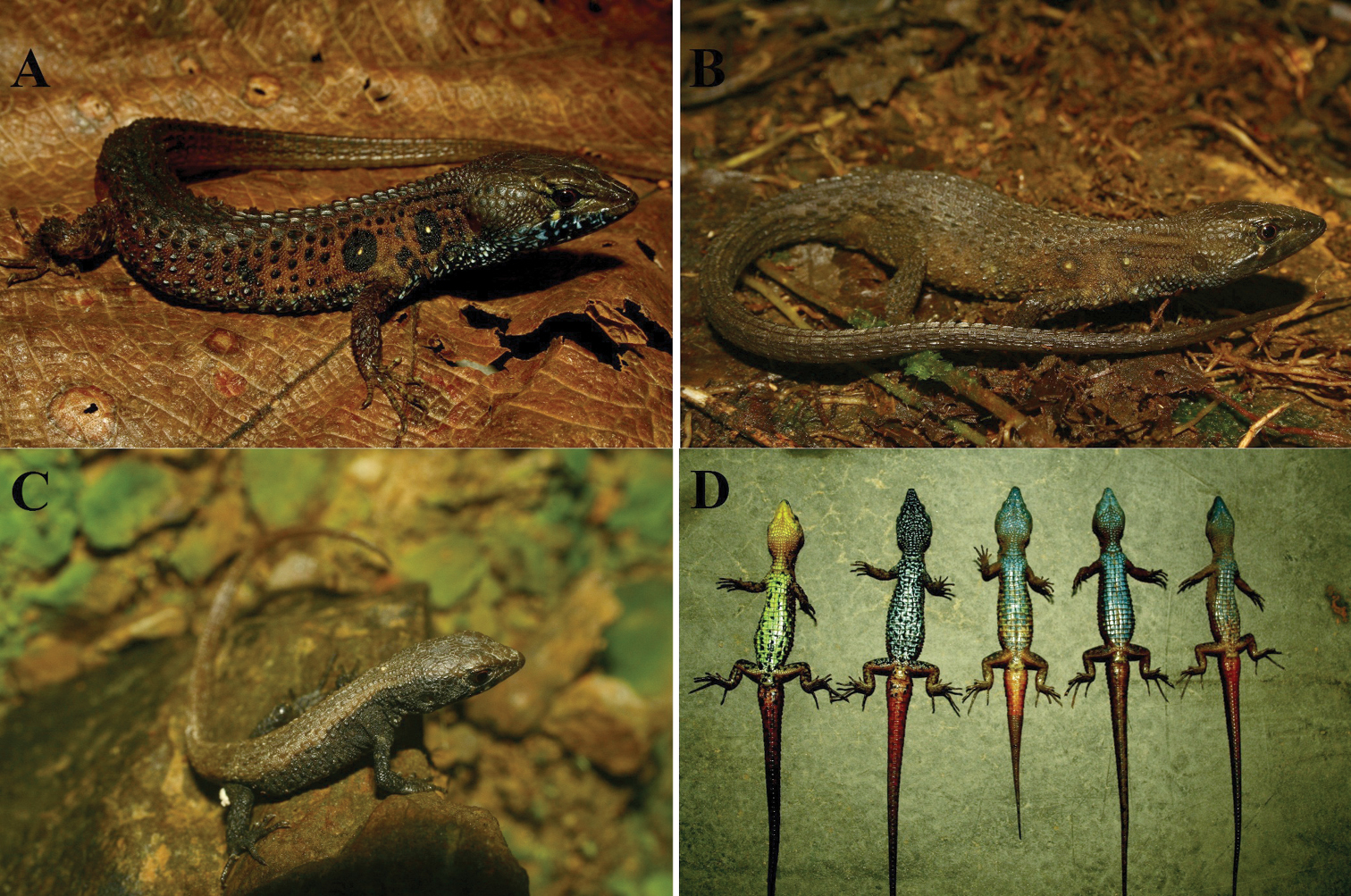
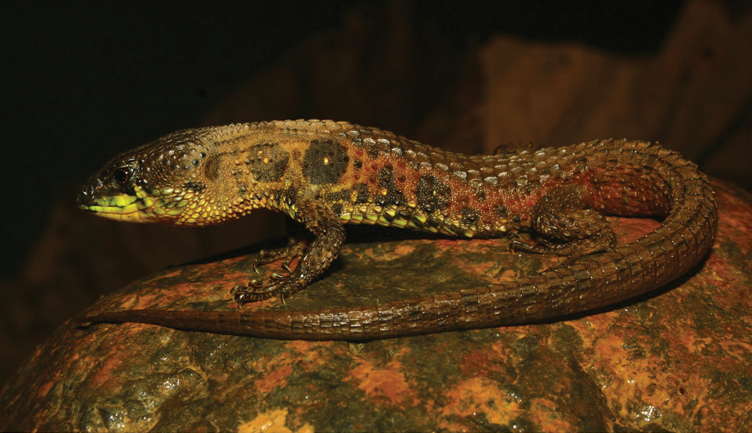
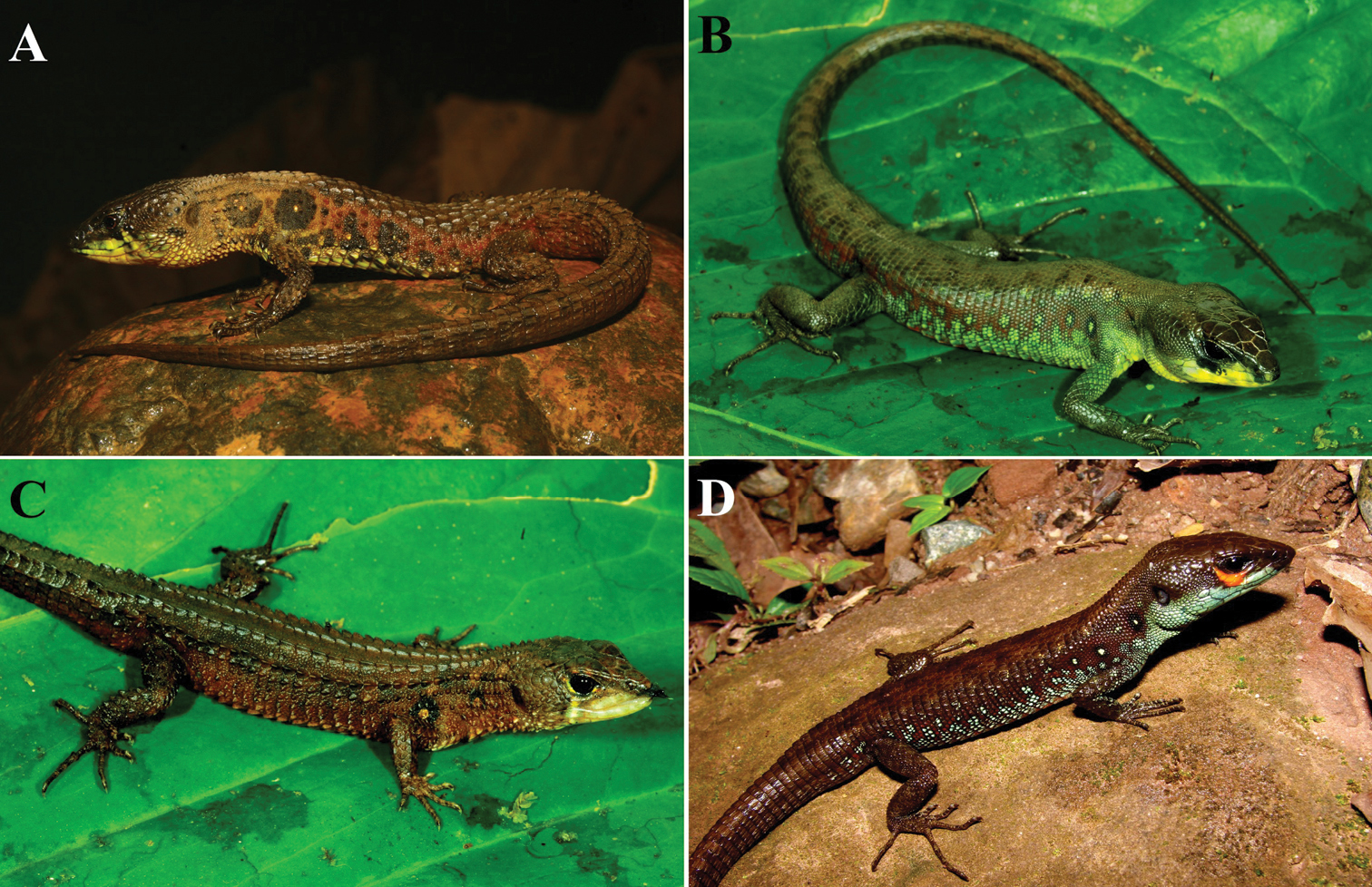